# Волков, Анатолий Андреевич
Анатолий Андреевич Волков (27 мая (9 июня) 1909, Петряево, Покровский уезд, Владимирская губерния, Российская империя — 28 марта 1981, Перловка, Мытищи, Московская область, РСФСР, СССР) — советский литературовед, преподаватель, доктор филологических наук (1947), профессор.

## Биография
Родился 9 июня (27 мая) 1909 года в селе Петряево Покровского уезда Владимирской губернии в семье земского врача Андрея Степановича Волкова.
Воспитывался матерью — Любовью Семеновной, которая после развода с отцом уехала в Москву, где работала учётчицей на складе ситценабивной фабрики.
С 15 лет начал трудиться рабочим на Московской ситценабивной фабрике, где вступив в комсомол.
Активно писал о недостатках работы, стал комсомольским вожаком фабрики, в 1930 году в возрасте 20 лет был принят в члены ВКП(б).
Работу на фабрике совмещал с учёбой в МГУ.
По окончании обучения по линии ЦК ВЛКСМ был направлен работать заместителем главного редактора журнала «За теоретическую учёбу», затем редактором журнала «Смена».
С 1931 года — аспирант Института литературы АН СССР в Ленинграде, в 1937 году защитил кандидатскую диссертацию на тему «Поэтический стиль русского империализма».
Одновременно с учёбой в аспирантуре являлся ленинградским корреспондентом «Правды», руководил объединением комсомольских писателей.
После аспирантуры вернулся в Москву — редактор и заведующий сектором издательства Гослитиздат.
С 1938 года — член Союза писателей СССР.
Участник Финской войны, где был ранен, застудил почки и был комиссован из армии.
В годы Великой Отечественной войны вёл преподавательскую работу в эвакуации, с 1942 года — проректор Самаркандского университета.
После войны в 1947 году защитил докторскую диссертацию.
Преподавал в Московском педагогическим институте им. Н. К. Крупской, был главным редактором Всесоюзного общества культурных связей с заграницей, первым заведующим сектором методики преподавания литературы НИИ преподавания русского языка в национальной школе Академии педагогических наук СССР, возглавлял кафедру советской литературы в Высшей партийной школе при ЦК КПСС, сотрудничал с обществом «Знание».
В 1953 году был выдвинут на Сталинскую премию за книгу «Очерки русской литературы конца XIX, начала XX века», но в марте Сталин умер, и премий в тот год не вручали.
Жил и работал на даче в подмосковной Перловке (ныне микрорайон города Мытищи).
Умер в 1981 году, похоронен на Новокунцевском кладбище.

## Труды
Литературоведческие работы посвящены главным образом развитию русской литературы конца XIX и начала XX веков.
Широко известны его фундаментальные исследования о творчестве Максива Горького, А. И. Куприна, А. С. Серафимовича, Демьяна Бедного.
Под его редакцией выходили собрания сочинений многих советских авторов.
Автор выдержавшего в 1957—1977 годах шесть изданий учебника для педагогических вузов «Русская литература XX века».

### Учебник «Русская литература XX века»
- Русская литература XX в.: учебное пособие для вузов. — Москва: Учпедгиз, 1957. — 310 с.
- Русская литература XX века: Дооктябрьский период: Учебник для пед институтов. — Москва: Просвещение, 1964. — 503 с.
- Русская литература XX в.: Учебное пособие для вузов. — 2-е изд., испр. и доп. — Москва: Учпедгиз, 1960. — 375 с.
- Русская литература XX века: Дооктябрьский период: учебник для пединститутов. — 4-е изд., испр. и доп. — Москва: Просвещение, 1966. — 527 с.
- Русская литература XX века. Дооктябрьский период: учебник для пединститутов. — 5-е изд., испр. и доп.— Москва: Просвещение, 1970. — 526 с.
- История русской литературы XX века: Учебник для педагогических институтов / А. А. Волков, Л. А. Смирнова. — 6-е изд., перераб., доп. — Москва: Просвещение, 1977. — 383 с.

## Критика
В статье в КЛЭ о нём сказано:

Печататься начал в 1929 году. Автор многочисленных статей в периодических изданиях и книг, посвященных главным образом развитию русской литературы на рубеже 19 — 20 вв., творчеству М. Горького, А. И. Куприна, А. С. Серафимовича и др. Работы носят по преимуществу компилятивный характер.— Краткая литературная энциклопедия, 1962 год
Как отмечено в 2004 году в журнале «Русская литература» — нетипичная фраза, которой заканчивается анонимная статья в энциклопедии, вероятно связана с участием в редколлегии первого тома энциклопедии Ю. Г. Оксмана, который находился в конфликтных отношениях с А. А. Волковым, считая его «секретным сотрудником» (осведомителем).